# Lasse Stolley
Lasse Hendrik Stolley (* 10. Juli 2006 in Eckernförde) ist ein deutscher Softwareentwickler und Blogger, der durch seinen unkonventionellen Lebensstil Bekanntheit erlangte. Seit Sommer 2022 lebt und arbeitet er ohne festen Wohnsitz in den Zügen der Deutschen Bahn.

## Leben
Nach dem Abschluss der Realschule im Alter von 16 Jahren plante Stolley eine Ausbildung zum Fachinformatiker. Als der Ausbildungsplatz kurzfristig abgesagt wurde, entschied er sich, inspiriert durch eine YouTube-Dokumentation, für ein Leben als digitaler Nomade auf Schienen. Er erwarb eine BahnCard 100 2. Klasse, die ihm unbegrenzte Fahrten im deutschen Bahnnetz ermöglicht, und tauschte seinen festen Wohnsitz gegen ein Leben im Zug ein. Seit Mitte August 2023 ist Stolley mit einer BahnCard 100 der 1. Klasse unterwegs.
Stolley arbeitet als selbstständiger Softwareentwickler im Bereich App-Entwicklung, eine Tätigkeit, die er ortsunabhängig mit seinem Laptop ausüben kann. Seine Fahrten führen ihn quer durch Deutschland, wobei er täglich etwa 1000 Kilometer zurücklegt. Laut der Reiseplattform Träwelling hat er bereits über 850.000 Kilometer und über 8800 Stunden in Zügen verbracht.

## Lebensstil

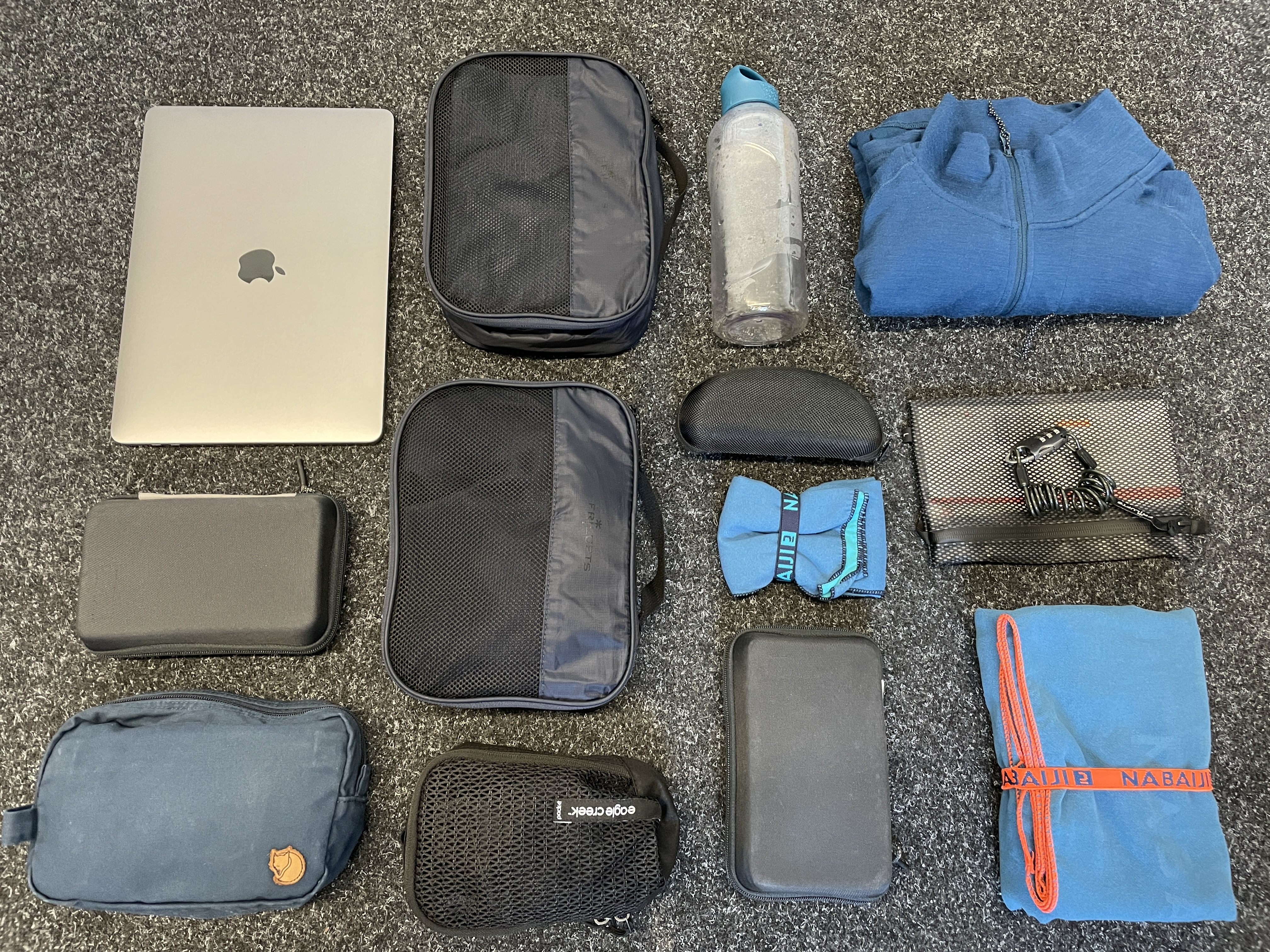
Inhalt von Stolleys Rucksack

Sein minimalistischer Lebensstil spiegelt sich in seiner Ausrüstung wider: Er reist mit einem 30-Liter-Rucksack, der neben dem Laptop nur das Nötigste enthält. Zum Schlafen nutzt er Nacht-ICEs, wobei er bevorzugt in den Sechserabteilen der ersten Generation schläft. Zum Duschen besucht er öffentliche Schwimmbäder, und seine Wäsche wäscht er teils per Hand in den Waschräumen der DB-Lounges. Er isst größtenteils gratis in den DB Premium Lounges und nutzt das dortige Angebot für einen Großteil seiner täglichen Ernährung. Die BahnCard 100 1. Klasse erwarb er zum Jugendpreis von 5888 Euro pro Jahr. Seine jährlichen Ausgaben für diesen Lebensstil belaufen sich nach Medienangaben auf etwa 10.000 Euro.

## Öffentliche Wahrnehmung
Stolleys ungewöhnlicher Lebensstil erregte mediale Aufmerksamkeit. Er berichtet auf seinem Blog über die Erfahrungen und Begegnungen während seiner Reisen. In Interviews betont er die Freiheit und Flexibilität, die dieses Leben mit sich bringt, weist jedoch auch auf Herausforderungen wie Schlafmangel und Sicherheitsaspekte hin. Seine Eltern standen seinem Vorhaben zunächst skeptisch gegenüber, unterstützen ihn mittlerweile jedoch finanziell, unter anderem bei der Krankenversicherung.
Er war in verschiedenen Medienformaten präsent, darunter:
- Late Night Berlin (ProSieben): Im April 2024 wurde er in der Sendung vorgestellt und berichtete hier über seine Erfahrungen als Zugnomade.[8]
- Ding Dong (SRF): Im Oktober 2024 widmete ihm das SRF einen Beitrag, in dem sein Alltag im Zug näher beleuchtet wurde.[5]
- Business Insider Deutschland: Im November 2024 erschien ein ausführlicher Artikel über ihn, der seine Lebensweise und die damit verbundenen Herausforderungen thematisierte.[9]
- The Guardian: Im Juni 2024 berichtete die britische Zeitung über seinen Alltag als digitaler Nomade auf Schienen.[10]
- Frankfurter Allgemeine Zeitung: Im Juli 2024 veröffentlichte die FAZ einen Artikel über seine Beweggründe und Erfahrungen.[11]